# باشگاه فوتبال لوسیل
باشگاه لوسیل (عربی: نادي لوسيل) تیم فوتبالی واقع در لوسیل قطر است که در رقابت‌های لیگ دسته دوم فوتبال قطر شرکت می‌کند.
این باشگاه در سال ۲۰۱۴ بنا نهاده شد و در سال ۲۰۱۹ توسط فدراسیون فوتبال قطر به عنوان باشگاه حرفه‌ای شناسایی شد تا در فصل ۲۰–۲۰۱۹ لیگ دسته دوم قطر شرکت کند.